# Indisk elefant
Indisk elefant (ibland egentlig indisk elefant, Elephas maximus indicus) är en underart av den asiatiska elefanten (Elephas maximus) vilken lever på indiska halvön och andra regioner av det sydostasiatiska fastlandet. Den kan bli upp till 80 år gammal.
Den indiska elefanten beskrevs 1798 av Georges Cuvier som en självständig art med namnet Elephas indicus. Carl von Linné hade tidigare skildrat en elefant från Ceylon (idag Sri Lanka), i Systema Naturae från 1758 gav han arten det vetenskapliga namnet Elephas maximus. Frederick Nutter Chasen klassificerade 1940 populationen från fastlandet, populationen från Sri Lanka och en tredje population från Sumatra och Borneo (borneoelefant) som underarter till en enda art.
Att kalla alla asiatiska elefanter för "indisk elefant" är i ljuset av senare forskning inte längre korrekt.